# Dominique McElligott
Dominique McElligott (Dublino, 5 marzo 1986) è un'attrice irlandese.

## Filmografia

### Cinema
- Dark Floors, regia di Pete Riski (2008)
- Satellites & Meteorites, regia di Rick Larkin (2008)
- Moon, regia di Duncan Jones (2009)
- Una proposta per dire sì (Leap Year), regia di Anand Tucker (2010)
- Un poliziotto da happy hour (The Guard), regia di John Michael McDonagh (2011)
- Blackthorn - La vera storia di Butch Cassidy (Blackthorn), regia di Mateo Gil (2011)
- Not Fade Away, regia di David Chase (2012)
- Broken Night, regia di Guillermo Arriaga – cortometraggio (2013)

### Televisione
- On Home Ground – serie TV, 10 episodi (2001-2002)
- Whiskey Echo – miniserie TV (2005)
- Being Human – serie TV, episodio pilota (2008)
- Raw – serie TV, 6 episodi (2008)
- The Philanthropist – serie TV, episodi 1x02-1x03-1x05 (2009)
- Hell on Wheels – serie TV, 20 episodi (2011-2012)
- The Money, regia di Justin Chadwick – film TV (2014)
- The Astronaut Wives Club – serie TV, 10 episodi (2015)
- House of Cards - Gli intrighi del potere (House of Cards) – serie TV, 15 episodi (2016-2017)
- L'ultimo tycoon (The Last Tycoon) – serie TV, 9 episodi (2016-2017)
- The Boys – serie TV (2019-2022)
- The Boys presenta: Diabolico! (The Boys Presents: Diabolical) – serie animata, episodio 1x03 (2022) – voce

## Doppiatrici italiane
Nelle versioni in italiano delle opere in cui ha recitato, Dominique McElligott è stata doppiata da:
- Valentina Mari in Moon
- Sabine Cerullo in Un poliziotto da happy hour
- Chiara Colizzi in Hell on Wheels
- Ilaria Latini in The Astronaut Wives Club
- Domitilla D'Amico in House of Cards - Gli intrighi del potere
- Rossella Acerbo ne L'ultimo tycoon
- Virginia Brunetti in The Boys

Da doppiatrice è sostituita da:
- Virginia Brunetti in The Boys presenta: Diabolico!